# Campeonato do Circuito de Snooker de 2021

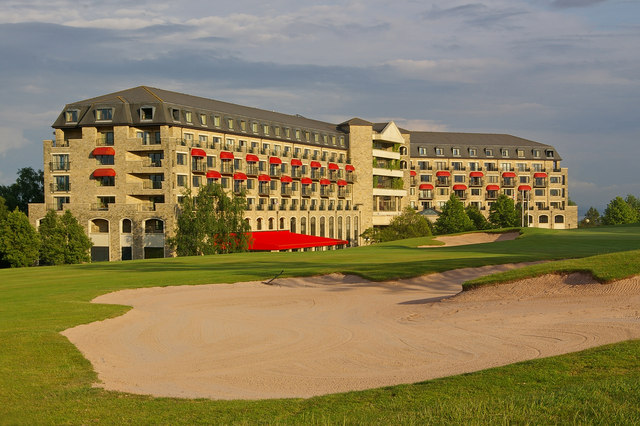
O torneio aconteceu na Celtic Manor Resort em Newport, no País de Gales.

O Tour Championship de 2021 (conhecido oficialmente como Cazoo Tour Championship de 2021 por questões de patrocínio) foi um torneio profissional do ranking mundial de snooker da temporada de 2020–21. O evento aconteceu de 22 a 28 de março de 2021 na Celtic Manor Resort em Newport, no País de Gales.
Os oito melhores jogadores com base no ranking da temporada de 2020–21 participaram desta edição do Tour Championship. Os jogos ocorreram no sistema de mata-mata com partidas em duas sessões. O campeão do torneio recebeu £ 150 000 de uma premiação total de £ 380 000. O evento foi patrocinado pela varejista de automóveis Cazoo. O defensor do título seria o Stephen Maguire, no entanto, o jogador da escocês não consegui se classificar para a defesa do título. Repetindo a final da edição de 2019, o australiano Neil Robertson enfrentou o inglês Ronnie O'Sullivan. Robertson levantou o troféu da edição de 2021 com uma vitória sobre O'Sullivan por 10–4 na final. Houve um total de 26 century breaks (breaks de 100 ou mais pontos; "tacadas centenárias") durante o evento, sendo do inglês Barry Hawkins o maior deles, uma entrada de 138 pontos.

## Visão geral

### Informações do torneio
O  Cazoo Tour Championship de 2021 foi um torneio profissional de snooker realizado de 22 a 28 de março de 2021 na Celtic Manor Resort em Newport, no País de Gales. Organizado pela World Snooker Tour (WST), uma subsidiária da World Professional Billiards and Snooker Association (WPBSA), o evento foi patrocinado pela Cazoo, varejista on-line especializada na venda de carros. Foi a terceira edição do Tour Championship, desde que foi disputado pela primeira vez em 2019, e o penúltimo evento do calendário do ranking da temporada de snooker de 2020–21, ocorrendo depois do WST Pro Series e antes do Campeonato Mundial. O torneio também faz parte da primeira edição da Cazoo Cup (anteriormente conhecida como Coral Cup), uma série de três torneios patrocinado pela Cazoo, e foi o evento finalizador da série, ocorrendo depois do segundo World Grand Prix de 2020 e do Players Championship de 2021.
Os jogadores se qualificaram para o evento em virtude de sua colocação no ranking da temporada de 2020–21 (ranking de um ano), e não pelo ranking mundial (ranking de dois anos). O Tour Championship apresentou os oito melhores jogadores do ranking de um ano em jogos no sistema de mata-mata. Todos os jogos ocorreram em duas sessões e no melhor de 19 frames, sendo 8 frames na primeira sessão e até 11 frames na segunda sessão.
O torneio foi transmitido localmente pela ITV4 no Reino Unido e na República da Irlanda. Também foi ao ar pela Setanta na República da Irlanda; Fox na Austrália; DAZN nos Estados Unidos, Canadá, Brasil, Alemanha, Itália e Espanha; Nova na República Tcheca e Eslováquia; NTV na Rússia; Sportklub na Eslovênia, Croácia, Bósnia e Herzegovina, Macedônia do Norte e Sérvia e Montenegro; TVP na Polônia; Viasat na Noruega; Suécia e Dinamarca; Ziggo Sports nos Países Baixos; Youku, Zhibo.tv, Migu, Kuaishou e Liaoning TV na China; NowTV em Hong Kong; True Sport na Tailândia; Sport Cast no Taiwan; Sky Sport na Nova Zelândia; e Astrosport na Malásia. Para os demais países ao redor do mundo, o evento foi transmitido pela Matchroom.Live, plataforma de streaming de esportes ao vivo.

### Qualificação
Os oitos participantes foram selecionados com base no ranking da temporada, onde foram computados os prêmios recebidos pelos jogadores em eventos do ranking na temporada atual (2020–21), indo do segundo European Masters de 2020 (primeiro evento da temporada) até o WST Pro Series de 2021 (último evento da temporada antes do Tour Championship).
| Rank | Jogador                 | Pontuação |
| ---- | ----------------------- | --------- |
| 1    | Judd Trump (ENG)        | 519 500   |
| 2    | Mark Selby (ENG)        | 280 500   |
| 3    | Neil Robertson (AUS)    | 261 000   |
| 4    | John Higgins (SCO)      | 199 500   |
| 5    | Ronnie O'Sullivan (ENG) | 173 500   |
| 6    | Jack Lisowski (ENG)     | 164 500   |
| 7    | Kyren Wilson (ENG)      | 161 000   |
| 8    | Barry Hawkins (ENG)     | 121 500   |

### Premiação
A premiação total do evento foi de 380 mil libras esterlinas e o vencedor recebeu um cheque de 150 mil libras esterlinas. Vale lembrar que o prêmio de 20 mil libras esterlinas recebido pelos eliminados nas quartas de final não contam para nenhum ranking. A distribuição total dos prêmios foi a seguinte:
| Posição                               | Prêmio                    |
| ------------------------------------- | ------------------------- |
| Campeão                               | 150 000 libras esterlinas |
| Vice-campeão                          | 60 000 libras esterlinas  |
| 3–4 (perdedores das semifinais)       | 40 000 libras esterlinas  |
| 5–8 (perdedores das quartas de final) | 20 000 libras esterlinas  |
| Maior break                           | 10 000 libras esterlinas  |
| Total                                 | 380 000 libras esterlinas |

## Jogos
Os resultados dos jogos do evento são mostrados abaixo:
|  | Quartas de final Melhor de 19 frames | Quartas de final Melhor de 19 frames |                                 |    | Semifinais Melhor de 19 frames | Semifinais Melhor de 19 frames |  |  | Final Melhor de 19 frames | Final Melhor de 19 frames |
|  |                                      |                                      |                                 |    |                                |                                |  |  |                           |                           |
|  | 25 de março ― 13:00 / 19:00 GMT      |                                      |                                 |    |                                |                                |  |  |                           |                           |
|  |                                      |                                      |                                 |    |                                |                                |  |  |                           |                           |
|  | Judd Trump (ENG)                     | 7                                    |                                 |    |                                |                                |  |  |                           |                           |
|  | Judd Trump (ENG)                     | 7                                    | 27 de março ― 13:00 / 19:00 GMT |    |                                |                                |  |  |                           |                           |
|  | Barry Hawkins (ENG)                  | 10                                   |                                 |    |                                |                                |  |  |                           |                           |
|  | Barry Hawkins (ENG)                  | 10                                   | Barry Hawkins                   | 9  |                                |                                |  |  |                           |                           |
|  | 22 de março ― 13:00 / 19:00 GMT      |                                      | Barry Hawkins                   | 9  |                                |                                |  |  |                           |                           |
|  |                                      | Ronnie O'Sullivan (ENG)              | 10                              |    |                                |                                |  |  |                           |                           |
|  | John Higgins (SCO)                   | Ronnie O'Sullivan (ENG)              | 10                              | 8  |                                |                                |  |  |                           |                           |
|  | John Higgins (SCO)                   |                                      | 28 de março ― 13:00 / 19:00 GMT | 8  |                                |                                |  |  |                           |                           |
|  | Ronnie O'Sullivan (ENG)              | 10                                   |                                 |    |                                |                                |  |  |                           |                           |
|  | Ronnie O'Sullivan (ENG)              | 10                                   | Ronnie O'Sullivan               | 4  |                                |                                |  |  |                           |                           |
|  | 23 de março ― 13:00 / 19:00 GMT      |                                      | Ronnie O'Sullivan               | 4  |                                |                                |  |  |                           |                           |
|  |                                      | Neil Robertson (AUS)                 | 10                              |    |                                |                                |  |  |                           |                           |
|  | Neil Robertson (AUS)                 | Neil Robertson (AUS)                 | 10                              | 10 |                                |                                |  |  |                           |                           |
|  | Neil Robertson (AUS)                 | 26 de março ― 13:00 / 19:00 GMT      |                                 | 10 |                                |                                |  |  |                           |                           |
|  | Jack Lisowski (ENG)                  | 5                                    |                                 |    |                                |                                |  |  |                           |                           |
|  | Jack Lisowski (ENG)                  | 5                                    | Neil Robertson (AUS)            | 10 |                                |                                |  |  |                           |                           |
|  | 24 de março ― 13:00 / 19:00 GMT      |                                      | Neil Robertson (AUS)            | 10 |                                |                                |  |  |                           |                           |
|  |                                      | Mark Selby                           | 3                               |    |                                |                                |  |  |                           |                           |
|  | Mark Selby (ENG)                     | Mark Selby                           | 3                               | 10 |                                |                                |  |  |                           |                           |
|  | Mark Selby (ENG)                     |                                      |                                 | 10 |                                |                                |  |  |                           |                           |
|  | Kyren Wilson (ENG)                   | 3                                    |                                 |    |                                |                                |  |  |                           |                           |
|  | Kyren Wilson (ENG)                   | 3                                    |                                 |    |                                |                                |  |  |                           |                           |

### Final
| Final: Melhor de 19 frames. Árbitro: Brendan Moore Celtic Manor Resort, Newport, País de Gales, 28 de março de 2021                                                               |                |                                |
| Ronnie O'Sullivan (5) · Inglaterra | 4–10           | Neil Robertson (3) · Austrália |
| Sessão 1: 63–17, 0–103 (103), 128–0 (128), 32–78 (70), 0–133 (133), 32–80, 133–0 (133), 68–52 (68) Sessão 2: 8–93 (93), 0–107 (75), 8–123 (123), 0–119 (119), 10–101, 0–114 (114) |                |                                |
| 133 | Maior break    | 133                            |
| 2 | Century breaks | 5                              |
| 3 | Breaks de 50+  | 8                              |

## Cazoo Cup de 2020–21
A Cazoo Cup (anteriormente conhecida como Coral Cup) foi uma série composta por três eventos: o World Grand Prix, o Players Championship e o Tour Championship. Nos três eventos, a qualificação foi baseada na posição dos jogadores no ranking da temporada (classificação de um ano). Neil Robertson acumulou o maior número de pontos no ranking durante os três eventos e venceu a Cazoo Cup. Os oito melhores jogadores em prêmios ganhos em libras esterlinas (£) no total dos três eventos são mostrados abaixo:
| Jogador                 | World Grand Prix | Players Championship | Tour Championship | Total   |
| ----------------------- | ---------------- | -------------------- | ----------------- | ------- |
| Neil Robertson (AUS)    | 0                | 15 000               | 150 000           | 165 000 |
| John Higgins (SCO)      | 7 500            | 125 000              | 0                 | 132 500 |
| Ronnie O'Sullivan (ENG) | 20 000           | 50 000               | 60 000            | 130 000 |
| Judd Trump (ENG)        | 100 000          | 0                    | 0                 | 100 000 |
| Barry Hawkins (ENG)     | 7 500            | 30 000               | 40 000            | 77 500  |
| Mark Selby (ENG)        | 20 000           | 15 000               | 40 000            | 75 000  |
| Jack Lisowski (ENG)     | 40 000           | 15 000               | 0                 | 55 000  |
| Kyren Wilson (ENG)      | 12 500           | 30 000               | 0                 | 42 500  |

## Century breaks
Um total de 23 century breaks (entrada de 100 ou mais pontos; "tacadas centenárias") foram realizados durante o torneio. Barry Hawkins fez o maior deles, um 138 pontos no segundo frame da semifinal contra O'Sullivan.
- 138, 125, 121, 103 Barry Hawkins
- 136, 133, 123, 121, 119, 114, 114, 112, 106, 103, 103 Neil Robertson
- 133, 128, 112, 101 Ronnie O'Sullivan
- 129 Jack Lisowski
- 119 Judd Trump
- 109 Mark Selby
- 101 John Higgins